# Martelaar (christendom)

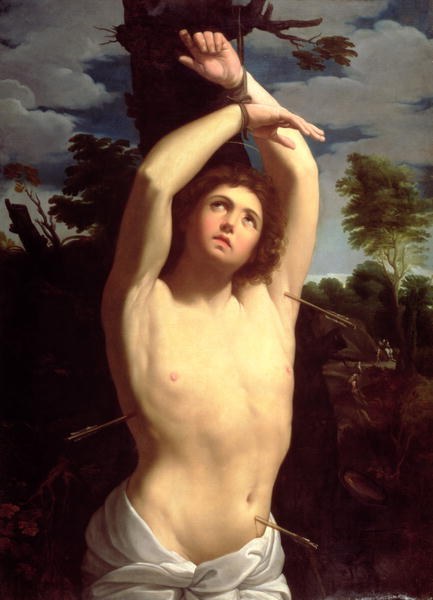
Sebastiaan, een voorbeeld van het martelaarschap

Een martelaar, martelaarster of martelares (Grieks: martys, getuige, en martyrion, getuigenis) in het christendom is iemand die bereid is voor Christus of voor een uit het geloof ontstane gewetensbeslissing geweld te ondergaan en zich hiervoor desnoods te laten doden.
Sommige christenen stierven de marteldood vanwege hun geloof. In de Katholieke Kerk worden martelaren die een voorbeeld kunnen zijn voor de gelovigen soms zalig of zelfs heilig verklaard.
Onder het pontificaat van paus Marcus († 336) werd een begin gemaakt met het bijhouden van een lijst van martelaren (Depositio Martyrum).

## Martelaren in de geschiedenis
Bekend zijn de vroege christelijke martelaren, die in de eerste drie eeuwen van vervolging voor de leeuwen werden geworpen of gekruisigd. De eerste christelijke martelaar was Stefanus. In het Nieuwe Testament wordt de term niet als zodanig gebruikt, hoewel de dood van Stefanus door steniging als martyrium er al wel beschreven staat.
In de kerkgeschiedenis zijn er verscheidene bekende martelaren geweest: Ignatius van Antiochië stierf in Rome de marteldood, Polycarpus van Smyrna stierf in Smyrna de marteldood, en in Noord-Afrika stierven onder anderen Cyprianus, Perpetua en Felicitas en vele anderen de marteldood. De verslagen van hun dood zijn verzameld in de zogenoemde martelaarsboeken.
Kritische historici wijzen er echter op dat de vroegchristelijke geschiedenis bijna geheel verteld is op basis van christelijke bronnen. Een aantal onder hen, onder meer Henry Dodwell (17e eeuw), Edward Gibbon (18e eeuw), Keith Hopkins, W.H.C. Frend (20e eeuw), Candida Moss en Catherine Nixey (21e eeuw), stellen zich grote vragen bij deze martelaarskronieken. Het fenomeen van de martelingen wordt niet per se betwist, maar was volgens hen een marginaal verschijnsel. Ook was het de Romeinse overheid vrijwel nooit te doen om het “uitroeien van het christendom”, maar veeleer om het handhaven van de orde, waartegen in hun ogen “fundamentalistische” christenen rebelleerden. De ideologie van het oude Rome zou veeleer religieus tolerant en polytheïsch geweest zijn.
Adeline Koppius stelt dat in de ogen van toonaangevende auteurs van de vroege kerk, zoals Clemens van Alexandrië, Tertullianus en Cyprianus, de martyr/martelaar degene was die de "tweede doop" had ontvangen na de eerste waterdoop. Deze tweede doop was het bewijs dat de gelovige het finale stadium van de christelijke verlossingsweg had afgelegd. Hij of zij verkreeg hierdoor de garantie van een eeuwig leven van de ziel in het paradijs na de dood. De tweede doop, het martyrium/martelaarschap genoemd, was de bekrachtiging dat deze louteringsweg niet alleen op bewust maar ook op onbewust niveau met succes was doorstaan. Om het eigen onbewuste te kunnen louteren lieten de christenen die zich daartoe geroepen voelden zich vaak gruwelijk martelen, halverwege de derde eeuw vooral door hun eigen geloofsgenoten, en dikwijls leidde dat tot hun dood. In deze visie waren deze christelijke doden dus niet het gevolg van de politiek van sommige Romeinse keizers.

### Recente geschiedenis
Ook in de recente geschiedenis van de 20e en 21e eeuw zijn er nog vele christelijke martelaren. Te denken aan de slachtoffers in het communistische China en Rusland, en ook in de 21e eeuw worden er in Noord-Korea nog veel christenen vervolgd vanwege hun geloof en velen hebben daar met hun leven voor moeten betalen.

## Iconografie

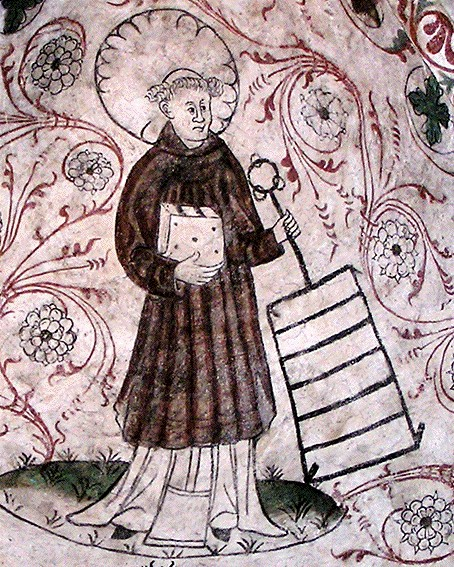
De H. Laurentius afgebeeld met een rooster

In de christelijke iconografie beeldt men een martelaar uit met een attribuut of het martelwerktuig. Zo wordt de heilige Laurentius steevast afgebeeld met een rooster.

## Martelaren in België en Nederland
In het Nederlandse taalgebied werden dergelijke getuigenissen verzameld door Adrianus Haemstedius, die in 1559 een grote verzameling documenten uitgaf onder de titel Historie der martelaren die om de getuigenis der evangelische waarheid hun bloed hebben gestort. Het boek werd na zijn overlijden steeds aangevuld, zodat de laatste editie van 1747 een overzicht geeft van de martelaren vanaf de vroege Kerk tot circa 1650. Bekende Nederlandse voorbeelden van christenen, die door de Katholieke Kerk als martelaar werden erkend, zijn de Martelaren van Gorcum († 1572) en de Friese karmeliet Titus Brandsma († 1942). Ook de doopsgezinden hebben tal van martelaren gekend.

## Overdrachtelijk gebruik
De term wordt ook wel overdrachtelijk gebruikt voor mensen die voor een bepaalde zaak sterven. De dood van een martelaar of de veronderstelde betekenis daarvan wordt martelaarschap genoemd.